# 구미호: 여우누이뎐
《구미호: 여우누이뎐》은 2010년 7월 5일부터 2010년 8월 24일까지 매주 월요일, 화요일 밤 9시 55분에 방영되었던 드라마인데 임충 작가의 집필작 중 하나인 '전설의 고향-구미호'편을 표절한 것이 알려져 작가가 한국방송작가협회로부터 1년 자격정지 징계를 받아야 했다.

## 등장 인물

### 주요 인물
- 한다감 : 구미호(구산댁) 역

연이의 어머니. 반인반수 외딸 연이에 대한 절대 모성애를 지닌, 남자라면 누구도 거부할 수 없는 가장 섹시한 구미호
- 장현성 : 윤두수 역

초옥의 아버지이자 양부인의 남편. 전직 무관. 딸 초옥을 위해서 라면 무엇이든 할 수 있는 그릇된 부성애의 소유자
- 김유정 : 연이 역

구미호와 인간 사이에서 태어난 반인반수
- 서신애 : 윤초옥 역

윤두수와 양부인 사이에서 난 조숙하고 똘똘한 딸

### 윤두수의 식솔
- 김정난 : 양부인 역 - 윤두수의 정실 부인으로 초옥의 어머니
- 김규철 : 오서방 역 - 천우의 아비. 윤두수의 오른팔
- 서준영 : 천우 역 - 윤두수네 머슴. 벙어리
- 임서연 : 계향 역 - 충일과 충이의 친모. 윤두수의 애첩
- 김우석 : 윤충일 역 - 윤두수와 계향 사이에서 태어난 맏아들
- 우민규 : 윤충이 역 - 윤두수와 계향 사이에서 태어난 둘째 아들
- 한소정 : 삼월 역 - 양부인의 몸종
- 한시윤 : 유월 역 - 계향의 몸종
- 김혁 : 만석 역
- 김도연 : 언년 역 - 초옥의 몸종

### 무당 & 퇴마사
- 천호진 : 박수무당(만신) 역 - 역학과 온갖 비방술에 능한 박수무당. 혜안을 가진 자
- 박수현 : 퇴마사 역 - 구미호의 비밀을 알고 있는 위협적인 존재

### 조정규의 가족
- 윤희석 : 조현감 역 - 연이와 풋사랑을 키워가는 정규의 아버지
- 이태리 : 조정규 역 - 조현감의 외아들
- 고정민 : 조현감의 아내 역 - 조정규의 어머니
- 백봉기 : 바위 역 - 정규의 몸종

### 그 외
- 정은표 : 구미호의 남편 역 - 구미호의 남편이자 연이의 아버지
- 장항선 : 스님 역 - 계향이 고용한 사내
- 이대로 : 어의 역 - 계향과 양부인이 고용한 사내
- 신동미 : 소연 어머니 역
- 최혜경 : 소연 역 - 정규와 혼인을 하게 될 낭자

## 제작진
- 극본 : 오선형, 정도윤
- 연출 : 이건준, 이재상
- 조연출 : 이정미, 남기훈
- 촬영감독 : 백종홍, 허정
- 촬영팀 : 주명수, 이재규, 김우태, 신대민
- 조명감독 : 이춘길
- 조명팀 : 김재선, 이창식, 김정수, 장학희. 김정훈, 임성빈
- 제작팀장 : 장성희
- 제작 : 송종문, 이교욱
- 진행 : 김재한, 임완철, 김상철, 박종훈
- 미술감독 : 이항
- 의상 : 권승배, 김선미, 최태영
- 분장 : 박진아, 권용아, 김용태, 송아미
- 특수분장 : 김부성
- 특수효과 : 송석문, 이금돈, 이개경, 고기환
- 무술 : 홍상석, 백경찬, 한지빈
- VCR편집 : 강윤희
- 편집감독 : 김영관
- 제작편집 : 이태우
- 음악감독 : 최철호
- 작곡 : 서현일, 김종천
- 음악효과 : 최인희
- 음향효과 : 서홍식

## 시청률
최저 시청률과 최고 시청률은 시청률 조사회사와 지역별로 시청률에 차이가 있을 수 있습니다.
| 2010년 | 2010년   | 2010년         | 2010년         |
| 회차   | 방송일   | TNmS 시청률    | AGB 시청률     |
| 회차   | 방송일   | 대한민국(전국) | 대한민국(전국) |
| ------ | -------- | -------------- | -------------- |
| 제1회  | 7월 5일  | 8.7%           | 7.3%           |
| 제2회  | 7월 6일  | 8.8%           | 7.4%           |
| 제3회  | 7월 12일 | 10.8%          | 8.4%           |
| 제4회  | 7월 13일 | 10.3%          | 8.5%           |
| 제5회  | 7월 19일 | 12.4%          | 9.5%           |
| 제6회  | 7월 20일 | 12.6%          | 9.5%           |
| 제7회  | 7월 26일 | 11.5%          | 9.8%           |
| 제8회  | 7월 27일 | 11.7%          | 10.0%          |
| 제9회  | 8월 2일  | 12.1%          | 10.2%          |
| 제10회 | 8월 3일  | 14.7%          | 12.0%          |
| 제11회 | 8월 9일  | 14.6%          | 13.1%          |
| 제12회 | 8월 10일 | 15.3%          | 12.7%          |
| 제13회 | 8월 16일 | 14.3%          | 11.8%          |
| 제14회 | 8월 17일 | 16.9%          | 12.8%          |
| 제15회 | 8월 23일 | 13.9%          | 11.3%          |
| 제16회 | 8월 24일 | 16.1%          | 12.9%          |

## OST
구미호여우누이뎐 OST는 여름특집 미니시리즈 사극으로, 모정, 부정, 복수, 애정 등 인간사의 다양한 일들을
구미호라는 전설속의 소재를 통해 그린 드라마이며, OST 또한 그러한 다양한 감정들이 잘 녹아든 음악들로 구성되었다.
본 OST는 그간 많은 히트드라마들의 음악을 감독해온, 최철호 음악감독이 프로듀싱하였다.
2010년 8월 26일에 온라인을 통해 정식으로 발매되었다.
| #   | 제목                                        | 작사       | 작곡           | 재생 시간 |
| --- | ------------------------------------------- | ---------- | -------------- | --------- |
| 1.  | 〈피눈물〉 (리사)                           | 김종천     | 최철호, 김종천 | 3:31      |
| 2.  | 〈상사 (相思)〉 (모래)                      | 김종천     | 김종천         | 5:17      |
| 3.  | 〈아픈목소리〉 (일락)                       | 김영아     | 홍진영         | 5:17      |
| 4.  | 〈아니랍니다〉 (저스트(Just))               | 성환, 타작 | 성환           | 4:02      |
| 5.  | 〈소호령 (小狐靈)〉 (Various Artists)       |            | 최철호, 서현일 | 1:54      |
| 6.  | 〈검둥개야〉 (Various Artists)              |            | 최철호, 김종천 | 2:23      |
| 7.  | 〈송곳니〉 (Various Artists)                |            | 최철호, 김종천 | 2:23      |
| 8.  | 〈만월곡 (萬月哭)〉 (Various Artists)       |            | 최철호, 서현일 | 3:17      |
| 9.  | 〈방울소리〉 (Various Artists)              |            | 여휘수, 서현일 | 2:11      |
| 10. | 〈한 (恨)〉 (Various Artists)               |            | 남성희         | 3:46      |
| 11. | 〈몽유도 (夢遊圖)〉 (Various Artists)       |            | 최철호, 김종천 | 4:12      |
| 12. | 〈반딧불이야 반딧불이야〉 (Various Artists) |            | 서현일         | 2:32      |
| 13. | 〈여우구슬〉 (Various Artists)              |            | 서현일         | 2:29      |
| 14. | 〈길섶, 가슴섶〉 (Various Artists)          |            | 김종천         | 2:26      |

## 수상 경력
- 2010년 KBS 연기대상
  - 우수상 (여자) - 한다감
  - 청소년연기상 (여자) - 김유정, 서신애

## 경쟁 프로그램
- 동이 (MBC)
- 자이언트 (SBS)

## 같이 보기
- 구미호 외전 - 2004년 하반기 방영작
- 내 여자친구는 구미호 (SBS 수목 드라마 - 2010년 하반기 방영작)
- 구미호뎐 - 2020년 드라마